# Old Songs and Memories
Old Songs and Memories è un cortometraggio muto del 1912 diretto da Colin Campbell.

## Trama
Attraverso le canzoni che ricordano loro la gioventù, due anziani sposi ricordano il loro passato.

## Produzione
Il film fu prodotto dalla Selig Polyscope Company.

## Distribuzione
Distribuito dalla General Film Company, il film - un cortometraggio di una bobina - uscì nelle sale cinematografiche statunitensi il 14 novembre 1912.